# اوچلاتا (اکلاهما)
اوچلاتا(به انگلیسی: Ochelata) شهری در ایالت اکلاهما کشور ایالات متحده آمریکا است که جمعیت آن در سرشماری سال ۲۰۱۰ میلادی، ۴۲۴ نفر بوده‌است.